# Eugenia angustissima
Eugenia angustissima är en myrtenväxtart som beskrevs av Otto Karl Berg. Eugenia angustissima ingår i släktet Eugenia och familjen myrtenväxter. Inga underarter finns listade i Catalogue of Life.

## Bildgalleri

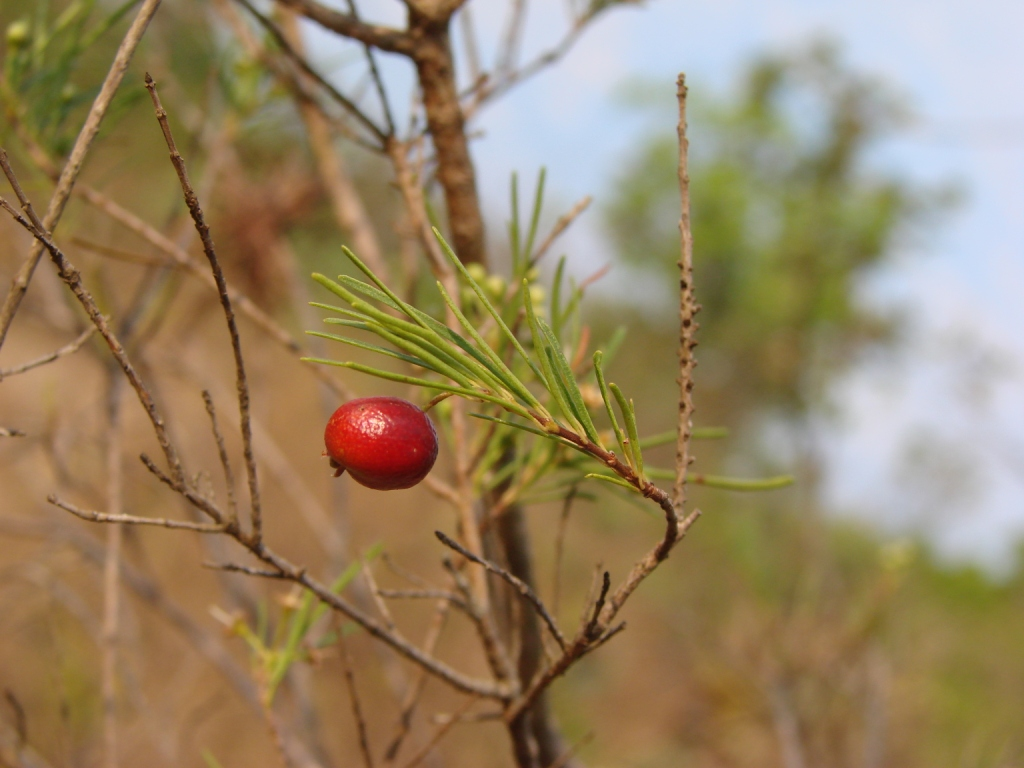
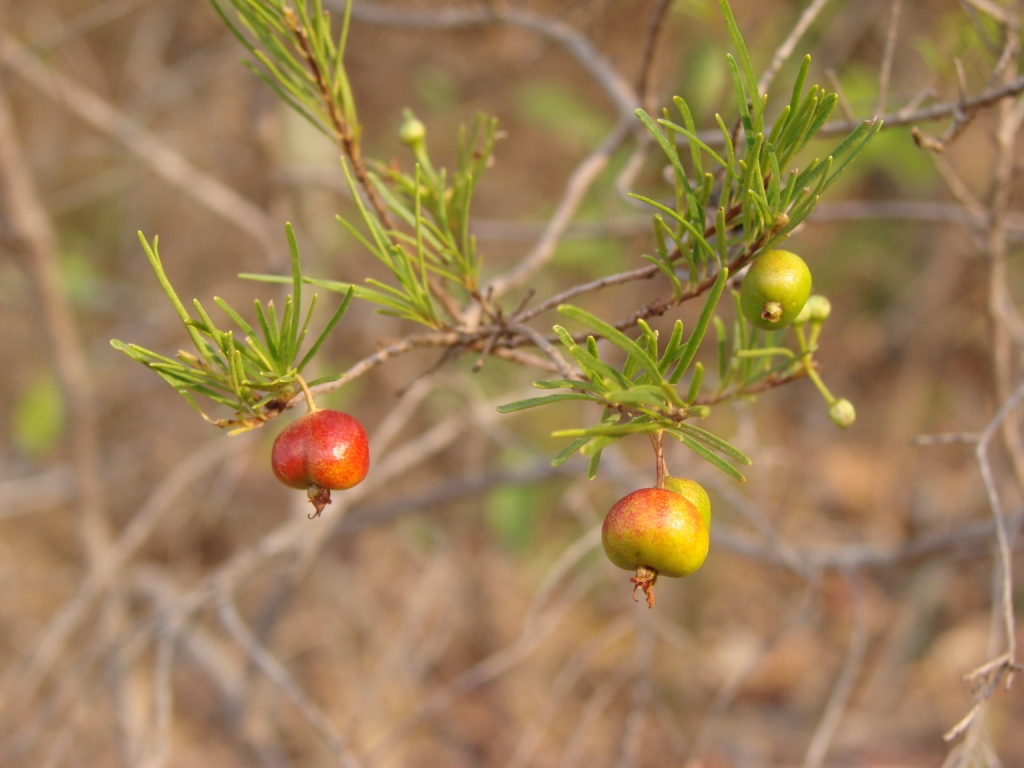